# 王祖慶
王祖慶，清江蘇華亭人，監生出身，捐漳州府通判，乾隆十八年（1753年）調台灣澎湖通判。范咸主修的《重修臺灣府志》中有他的記載。